# NUDE (テレビ番組)
『NUDE』（ヌード）は、2003年1月6日から2007年3月30日までテレビ大阪で放送されたエンタメ情報番組である。全212回。

## 概要
情報コーナーとトークコーナーによって構成されていた深夜のミニ番組で、人気のアーティストたちが週替わりのゲストMCを務めていた。情報コーナーで取り扱っていたのは主に音楽関連の情報だったが、週に1回だけ映画・演劇関連の情報を伝える日も設けていた。
当初は月曜 - 金曜 24:45 - 24:55に放送の10分番組だったが、後に放送時間が24:50 - 24:58に変更（金曜のみ24:55までだったが、後に金曜も24:58までに変更）。その後は一時的に25:00まで放送の10分番組に戻ったものの、2005年4月4日から『ワールドビジネスサテライト』の放送時間が3分延長されたため、それに合わせて本番組の放送時間も24:53 - 25:00に変更され、最終的に7分番組になった。
本番組の終了後は、テレビ大阪のキー局であるテレビ東京制作番組『歌ドキッ! 〜ポップクラシックス〜』のネットに戻された。

## スタッフ

### 番組終了時のスタッフ
- ナレーション：あおい洋一郎
- 構成：西田哲也
- SW（スイッチャー）：永澤剛
- CAM（カメラマン）：小林孝至
- 音声：目野智子
- VTR編集：木谷英樹、馬場革、小原雅之、三浦佳子
- MA・音効：衛藤恒明
- ディレクター：大谷真也、大城浩一郎
- プロデューサー：財津茂彰（TVO）、馬場革
- 技術協力：SWISH JAPAN、読売映像
- スタジオ：エクサインターナショナル
- 製作：テレビ大阪、umpd（放送中期までは『スウィッシュ・ジャパン』として制作協力でクレジットされた）

### 過去のスタッフ
- プロデューサー：中島浩司、菅大輔